# Združene države Mikronezije
Združene države Mikronezije (na kratko Mikronezija) so otoška država v Tihem oceanu v istoimenski regiji Mikronezija, severovzhodno od Papue Nove Gvineje.